# Quy tắc 1% (văn hóa Internet)

Biểu đồ hình tròn thể hiện tỷ lệ người ẩn danh, người đóng góp và người tạo nội dung theo nguyên tắc 90–9–1

Trong văn hóa Internet , quy tắc 1% là quy tắc liên quan đến việc tham gia vào cộng đồng internet, nói rằng chỉ có 1% người dùng trang web tích cực tạo ra nội dung mới, trong khi 99% người tham gia khác chỉ ẩn nấp.  Các biến thể bao gồm quy tắc 1–9–90  (đôi khi là nguyên lý 90–9–1 hoặc tỷ lệ 89:10:1 ), thấy rõ trong một trang web hợp tác như wiki , 90% số người tham gia cộng đồng chỉ xem nội dung, 9% người tham gia chỉnh sửa nội dung và 1% người tham gia chủ động tạo nội dung mới. 